# Стейдальсфоссен
Стейндальсфоссен (норв. Steinsdalsfossen) — водоспад, що розташований у районі Гордалан, бл. в 2 км від селища Норхеймзунд на березі фіорду  Хардангер.
Водоспад заввишки близько 46 метрів, з максимальним уступом в 20 м. Найбільший потік водоспад має у травні-червні, коли тане сніг - він є частиною річки Фоссельва (норв. Fosselva), яка витікає з озера Міклаватнет (норв. Myklavatnet), розташованого на висоті 814 м.н.м. в горах над водоспадом.

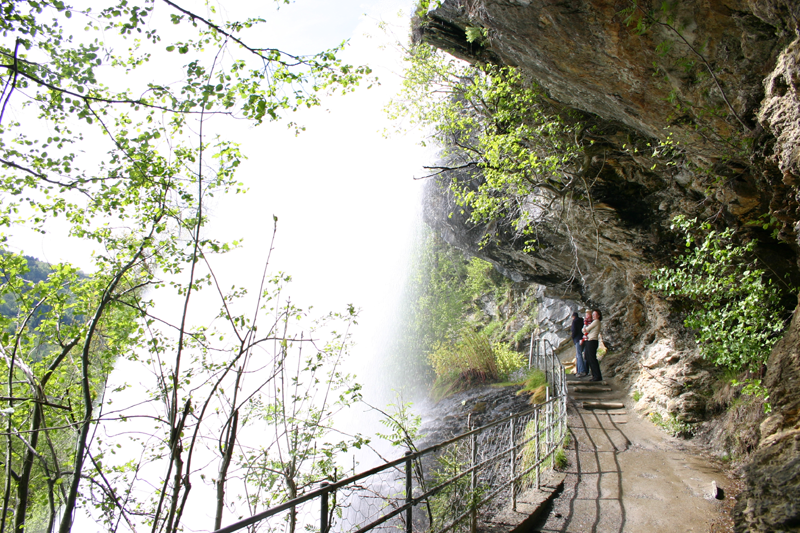
Шлях за водоспадом

Стейндальсфоссен є одною з найвідвідуваніших природних пам'яток Норвегії. За водоспадом є шлях, по якому відвідувачі можуть йти, не промокнувши і бачити його красу немов зсередини. Щороку водоспад відвідують 300 000 туристів.